# Madelena
Madelena es un barrio de la localidad 19 de Ciudad Bolívar, ubicado en el sur-occidente de Bogotá. Dividida en 10 etapas, Originalmente construido por Fernando Mazuera alrededor de 1970.

## Barrios vecinos
- Norte: Villa del Río (Autopista Sur)
- Al Sur:Candelaria la nueva Atlanta y Pinos de Sur (Calle 67 sur)
- Al Occidente:Rincón de la Estancia e Ismael Perdomo  (Avenida Villavicencio)
- Al Oriente: Isla del Sol (Carrera 66)

## Geografía
Terreno urbanizado en buena parte, está localizado a orilla occidental del río Tunjuelo.

## Aspectos socioeconómicos
Tiene clasificación socioeconómica de estrato 3. Es un barrio netamente residencial, por lo que es uno de los más valorizados del sur de Bogotá por su seguridad, diseño arquitectónico de casas y edificios. En su diseño se encuentra una variación de colores agradable a la vista, y es resaltable el número de vías de acceso al barrio, que permiten a los habitantes del mismo, desplazarse de una manera fácil a cualquier lugar de la ciudad.

## Historia
Este barrio está constituido por dos etapas llamadas Madelena Antigua y Madelena nueva dado que esta última es de construcción reciente. Ambas fueron construidas por la constructora Mazuera Villegas en 1980 y 1990.

## Vías y accesos
Las vías principales son la Calle 67 sur, la Carrera 67, la Autopista NQS y la Avenida Villavicencio.
- Avenida NQS (estaciones Perdomo y C.C. Paseo Villa del Río - Madelena del sistema TransMilenio)
- Avenida Ciudad de Villavicencio (cuenta con servicio de buses que van para el centro y norte de la ciudad)